# Battaglia di Zarghan
La battaglia di Zarghan fu l'ultima battaglia combattuta da Ashraf Hotak come capo di stato. Dopo essere stato ripetutamente battuto dall'esercito di Nadir nelle battaglie di Mihmandoost e Murche-Khort, Ashraf si era ritirato da Isfahan ed era fuggito a sud verso Shiraz per ricostruire un esercito ed attuare un futile tentativo di invertire la rotta della fortuna. Pur avendo trovato del supporto presso le tribù locali arabe, venne ancora una volta battuto e questa volta per l'ultima volta, dopo la quale egli ed il suo popolo scomparvero dalle cronache storiche della Persia, senza lasciare più sue notizie.

## La battaglia
Nadir trascorse un totale di 40 giorni nella capitale in attesa che la situazione politica si acquietasse per la battaglia decisiva con Ashraf. Circa 30 chilometri a nord di Shiraz egli trovò le forze di Ashraf che caricarono le sue linee prima che fossero state completamente disposte sul campo. I moschettieri persiani riuscirono ad ogni modo a respingere l'assalto con la medesima tattica utilizzata in numerose battaglie negli anni precedenti contro la temibile cavalleria afghana. L'artiglieria persiana ruppe le colonne della cavalleria afghana e Nadir disperse il contingente di fanteria afghano con una carica della propria cavalleria. Le truppe a cavallo di Ashraf si accanirono violentemente contro la fanteria di Nadir per essere battute sistematicamente al punto che lo stesso Ashraf perse il suo cavallo sotto la sella.

## Conseguenze
Ashraf tentò di negoziare un accordo per aver salva la vita, liberando le principesse safavidi che aveva catturato quando conquistò a suo tempo Isfahan, anche se all'ultimo decise di fuggire nella speranza di raggiungere Kandahar. Al crepuscolo un gruppo di 500 cavalieri afsharidi e curdi d'avanguardia avanzarono e misero il nemico con le spalle al fiume Fesa: molti afghani affogarono nel tentativo di attraversare il corso d'acqua. I civili che avevano seguito Ashraf vennero catturati come schiavi o uccisi.